# Митен
Энди Десмонд (англ. Andy Desmond; род. август 1947, Уокинг, Суррей) — британский музыкант.

## Биография
В 1960-х годах Митен со своим другом Ричардом Гарретом основал фолк-рок дуэт Gothic Horizon. Группа выпустила два альбома на Decca: The Jason Lodge Poetry Book в 1964 году и Tomorrow Never Knows в 1965 году.
В 1970 году Митен начал выступать сольно. Он стоял в одном ряду фолк-музыкантов, таких как: Том Робинсон, Клэр Хамил и Café Society, которые выпускали свои записи под лейблом Konk Records, принадлежавшим Рэю Дэвису. Впоследствии Десмонд выпустил Living On A Shoestring под лейблом Konk, благодаря участникам The Kinks. Продюсерами выступили Дэйв Дэвис и клавишник Джон Гослинг из The Kinks.
За это время Десмонд стал певцом и автором песен и впоследствии начал выпускать свои произведения под лейблом Ariola Records в Лондоне. В 1976 году студия Ariola Records выпустила альбом Энди Десмонда, который содержал 10 песен его собственного сочинения и был спродюсирован легендарным Bones Howe из Лос-Анджелеса.
На момент его выпуска Десмонд занял место на британской рок-сцене, выступал на концертах Fleetwood Mac, Рэнди Ньюмана, Hall and Oates, The Cate Brothers, The Kinks и многих других. Он был приглашён Fleetwood Mac в качестве специального гостя на их UK Rumours Tour и открыл 1978 European tour Райя Кудера.
Разочаровавшись в мире рок-музыки, Десмонд ушёл исследовать медитации и Восточную философию. В 1980 году он был посвящён в саньясу гуру-мистиком Бхагаван Шри Раджнишем, давшим ему имя Прабху Митен, что в переводе с санскрита означает друг Бога. Митен прожил долгие годы в Индии в сообществе Ошо.
Десмонд сейчас гастролирует по всему миру с Дэвой Премал, с которой он познакомился в Ошо-ашраме в 1990 году. Во всём мире эта пара известна как Deva Premal & Miten благодаря своим мантрам на санскрите, написанным в альтернативном стиле, а также духовным песням для йоги. Звукозаписывающая компания Prabhu Music, принадлежащая Deva Premal & Miten, сообщает, что было продано свыше 900 000 CD. Дуэт постоянно путешествует по всему миру и выступает в 25 странах в течение года.

## Дискография
- Jason Lodge Poetry Book (Gothic Horizons), Decca 1964
- Tomorrow Never Knows (Gothic Horizons), Decca 1965
- Living On A Shoestring, Konk 1975
- Andy Desmond, Ariola Records, 1976
- Global Heart, Native Soul (1996)
- Strength of A Rose (с Дэвой Премал) (1996)
- Trusting the Silence (с Дэвой Премал) (1997)
- Blown Away (1999)
- Dance of Life (1999)
- Satsang (Deva Premal & Miten) (2002)
- Songs for the Inner Lover (с Дэвой Премал) (2003)
- More Than Music (Deva Premal & Miten) (2004)
- Soul In Wonder (с Дэвой Премал) (2007)
- Download Singles (с Дэвой Премал) (2009)
- Deva Premal & Miten In Concert (Deva Premal & Miten с Manose) (2009)

## Продюсер
- Дэва Премал — The Essence (исполнительный продюсер) (1998)
- Дэва Премал — Love is Space (сопродюсер Kit Walker) (2000)
- Дэва Премал — Embrace (сопродюсер Kit Walker) (2002)
- Дэва Премал — Dakshina (сопродюсеры Martyn Phillips и Praful) (2005)
- Дэва Премал — Deva Premal Sings the Moola Mantra (сопродюсер Ben Leinbach) (2007)
- Дэва Премал — Password (сопродюсер Rishi) (октябрь 2011)